# Draudtia andrena
Draudtia andrena är en fjärilsart som beskrevs av Smith 1911. Draudtia andrena ingår i släktet Draudtia och familjen nattflyn. Inga underarter finns listade i Catalogue of Life.